# Большое (озеро, Аллаиховский улус)
Большо́е — солёное озеро лагунного происхождения на севере Якутии. Расположено на территории Русско-Устьинского наслега Аллаиховского улуса, на севере Яно-Индигирской низменности, к востоку от озера Моготоево.
Находится под охраной в составе ресурсного резервата регионального значения ООПТ Кыталык.
Площадь поверхности — 61,4 км². Площадь водосборного бассейна — 122 км². Длина озера около 15,4 км, ширина в северной части доходит до 3,6 км. Высота над уровнем моря — 0 м. Береговая линия извилистая, много островов, полуостровов и мысов. Берега низкие, покрыты мохово-лишайниковой и кустарничковой тундрой, местами заболочены. Сообщается через протоку с Моготоевым озером. Значительных притоков не имеет.